# Foyers de Charité

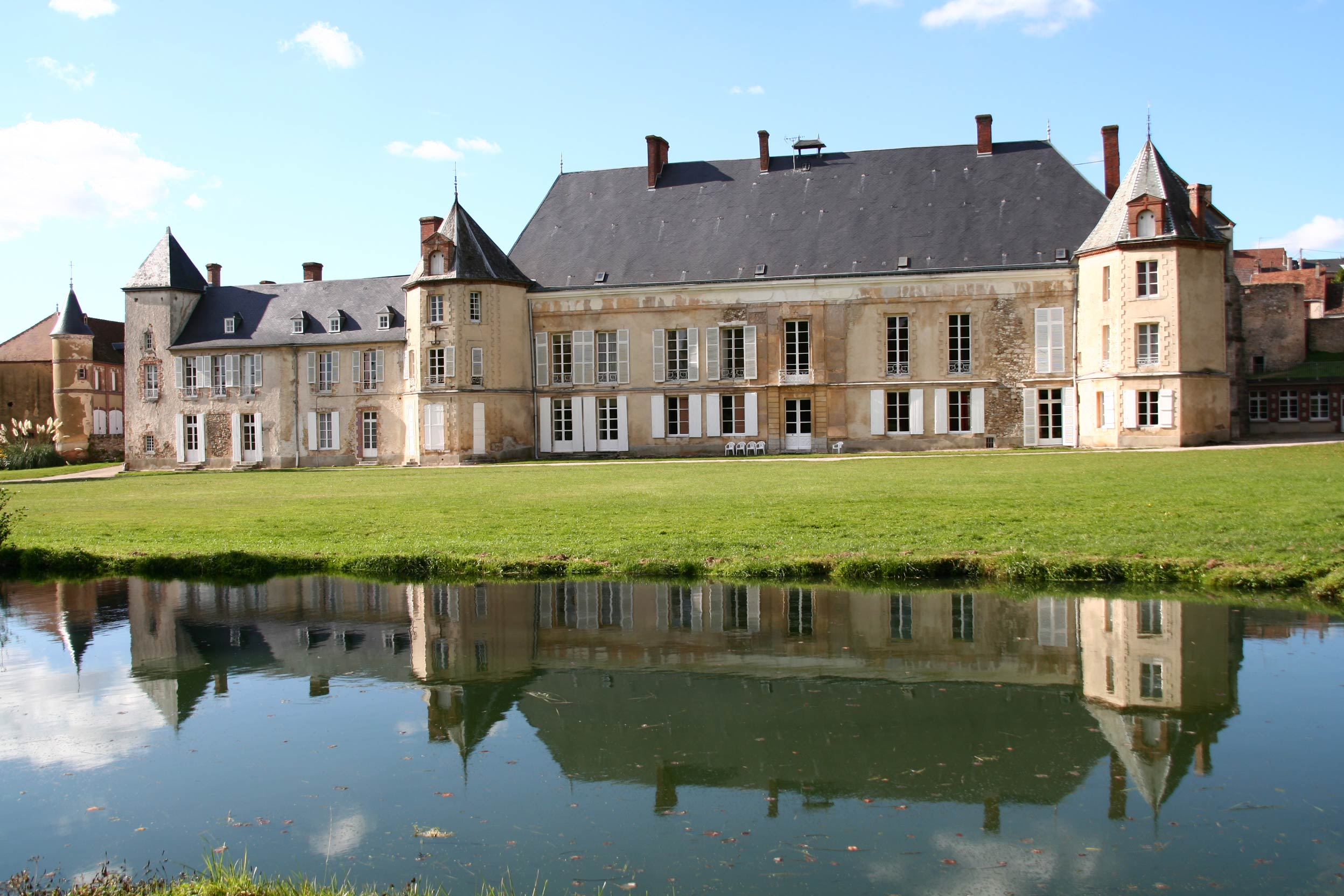
Foyer de Charité in Baye

Die Foyers de Charité ist eine als private Vereinigung von Gläubigen päpstlichen Rechts in der römisch-katholischen Kirche anerkannte geistliche Gemeinschaft. Die Männer und Frauen leben nach dem Beispiel der ersten Christen in Gemeinschaft und teilen ihre Güter. Die Foyers de Charité heißen mit vollem Namen Foyer de Lumière, de Charité et d’Amour („Vorhof des Lichts, der Barmherzigkeit und der Liebe“).

## Entstehungsgeschichte
Der Grundstein für die Entstehung der Foyers de Charité wurde in Frankreich beim ersten Treffen zwischen der ehrwürdigen Dienerin Gottes Marthe Robin und Pater Georges Finet am 10. Februar 1936 in Châteauneuf-de-Galaure (Département Drôme) nahe Valence in Südostfrankreich gelegt. Die Gründung der Foyers de Charité basierte auf einer Inspiration, die Marthe Robin Pater Finet mitteilte. Sie kündigte Pater Finet ein „neues Pfingsten der Liebe“ an, bei dem so genannte Foyers de Lumière, de Charité et d’Amour einen wichtigen Beitrag leisten sollten.
Am 7. September 1936 begannen unter der Leitung von P. Finet die ersten fünftägigen Exerzitien in der katholischen Privatschule von Châteauneuf de Galaure. Zwei Teilnehmerinnen, Hélène Fagot und Marie-Ange Dumas, wurden die ersten Mitglieder der Foyers de Charité. Sie übernahmen die Verantwortung für die Schule und den Empfang der Teilnehmer weiterer Exerzitien, die gemeinsam mit P. Finet und Marthe Robin veranstaltet wurden. In den darauffolgenden Jahren schlossen sich immer mehr Mitglieder der Gemeinschaft an. Die Exerzitien hatten so großen Zulauf, dass die Räumlichkeiten in der Schule nicht mehr ausreichten und der Bau eines Gebäudes neben der Schule nötig wurde. Im Mai 1939 begannen die ersten Arbeiten für den Bau eines durch Spenden finanzierten großen Foyers, das 1947 in Betrieb genommen wurde. Ein Porträt Marthe Robins hat der französische Philosoph Jean Guitton verfasst.

## Ausbreitung
Noch vor dem Abschluss der Bauarbeiten für das große Foyer in Châteauneuf wurde 1943 von P. Béton ein zweites Foyer in La Léchère-les-Bains, im Département Savoie in den französischen Alpen, gegründet. Im selben Jahr entstand ein weiteres Foyer in La Gavotte, nahe Marseille und 1957 im Château Peltzer in Spa. Im Jahre 1961, als es in Europa bereits zwölf Foyers gab, verließ Pater Marcel Frankreich, um das erste Foyer in Togo zu gründen. Es folgen weitere Gründungen in Afrika, Amerika und Asien. Marthe Robin nahm von ihrem Zimmer aus aktiv daran teil. 1981, im Jahre ihres Todes, bestanden weltweit bereits 52 Foyers de Charité. Im Jahr 2011 gab es weltweit 75 Foyers mit rund 1000 Mitgliedern (Priestern und Laien), eines davon in Österreich im Wallfahrtsort Sonntagberg in Niederösterreich. Das Foyer in Ottrott im Elsass am Fuße des Odilienberges bei Straßburg ist teilweise deutschsprachig.

## Organisation
Einer der Grundpfeiler in den Foyers de Charité ist das Zusammenleben als Gemeinschaft. Diese besteht aus dem „Père“, einem Priester, und Laienmitgliedern. Ohne einen Priester kann kein Foyer gebildet werden. Er ist der geistliche Begleiter der Mitglieder und besonders mit der geistlichen Leitung der Exerzitien beauftragt. In der Verantwortung, die frohe Botschaft zu verkünden, wird der Priester von den Foyermitgliedern unterstützt. Ein neues Foyer kann nur mit der ausdrücklichen Zustimmung des Diözesanbischofs gegründet werden, dem der Leiter des Foyers untersteht. Die Foyers de Charité versuchen, aktiv am geistlichen Leben in der jeweiligen Diözese teilzunehmen.

## Spiritualität
Die erste Aufgabe der Foyers de Charité besteht darin, das Evangelium im konkreten Leben umzusetzen. Im Foyer versucht man daher, in Gott verwurzelt zu sein. Wichtige Pfeiler sind das persönliche sowie das gemeinsame Gebet und die Feier der Eucharistie. In der Foyergemeinschaft nimmt die Jungfrau Maria eine besondere Stellung ein. Die Beziehung zu Maria drückt sich in der Weihe an Jesus durch Maria nach der Spiritualität des heiligen Ludwig Maria Grignion von Montfort aus.
Die Gemeinschaft bietet regelmäßig fünftägige Schweigeexerzitien an. Zwei Arten von Exerzitien sollen den Teilnehmern aus allen Nationen und sozialen Schichten das Wort Gottes näher bringen. In den sogenannten Fundamentalexerzitien werden die Grundpfeiler des Glaubens und Evangeliums vermittelt. In den Vertiefungsexerzitien setzen sich die Teilnehmer mit bestimmten Glaubensthemen näher auseinander. Die Exerzitien sind geprägt durch intensive Zeiten des Gebetes, der Feier des Heiligen Messopfers und der eucharistischen Anbetung. Im Abschluss wird die Weihe an Jesus durch Maria nach Art des heiligen Ludwig Maria Grignion von Monfort abgelegt.

## Missbrauchsvorwürfe und Untersuchungen
Im Mai 2020 wurden durch eine unabhängige Kommission schwere Vorwürfe gegen Georges Finet erhoben. Er wurde beschuldigt, in seiner Rolle als Beichtvater übergriffig geworden zu sein. Die betroffenen Frauen warfen ihm vor, als Mädchen und junge Frauen bei der Beichte sexuell missbraucht worden zu sein. Zuerst hatten 26 und im Jahr 2020 fast 50 Frauen den Vorwurf erhoben, dass sie als Schülerinnen im Alter von zehn bis 14 Jahren missbraucht worden seien. Diese Missbrauchsvorwürfe richteten sich nicht nur an Finet, sondern auch an weitere Personen der Foyers.
Am 7. November 2022 gestand Kardinal Jean-Pierre Ricard einen sexuellen Missbrauch an einer jugendlichen Person ein. Er war im Februar 2022 zum päpstlichen Delegierten für die Leitung der Foyers de Charité ernannt worden. 
Am 16. Juni 2023 wurde der französische Bischof von Angouleme, Herve Gosselin, beschuldigt, als Leiter des Foyers von Tressaint bei Dinan in der Bretagne, geistliche und sexuelle Missbräuche vertuscht zu haben. Mehrere betroffene Frauen warfen dem Bischof vor, Einschüchterung, Verharmlosung und Verheimlichung sexueller Gewalt betrieben zu haben. Auch sein Vorgänger, Pater Andre-Marie van der Borght (1925–2004), sei stark betroffen, ihm und allenfalls weiteren Personen würden Missbrauch gegenüber ungefähr 90 weiblichen Personen angelastet.
Am 14. Januar 2025 kündigte die Gemeinschaft an, eine unabhängige multidisziplinäre Untersuchungskommission einzusetzen, die die Aufgabe hat, ihre Geschichte aufzuarbeiten. Es sind in den letzten Jahren Vorwürfe publik geworden gegenüber den Gründerpersönlichkeiten Marthe Robin und Georges Finet, die die Gemeinschaft geprägt hatten. Denn sie hatten enge Beziehungen zu Personen des geistlichen und sexuellen Missbrauchs wie die Dominikaner Thomas Philippe und dessen Bruder Marie-Dominique Philippe, dem Gründer der Johannesgemeinschaft. Diese leiteten Exerzitien und hielten sich daher längere Zeit in den Foyers auf.